# Campeonato Mundial de Atletismo de 2005 - Salto triplo feminino
O salto triplo feminino no Campeonato Mundial de Atletismo de 2005 foi realizada no Estádio Olímpico, em Helsinque, na Finlândia, nos dias 6 e 7 de agosto de 2005.

## Recordes
Antes desta competição, os recordes mundiais e do campeonato nesta prova eram os seguintes:
| Tipo                  | Atleta         | Distância | Local      | Data                 |
| --------------------- | -------------- | --------- | ---------- | -------------------- |
|                       | Inessa Kravets | 15,50     | Gotemburgo | 10 de agosto de 1995 |
| Recorde do campeonato | Inessa Kravets | 15,50     | Gotemburgo | 10 de agosto de 1995 |

## Medalhistas
| Ouro                    | Prata                  | Bronze             |
| Trecia-Kaye Smith (JAM) | Yargelis Savigne (CUB) | Anna Pyatykh (RUS) |

## Calendário
Todos os horários estão no horário local (UTC+2)
| Data        | Horário | Fase         |
| ----------- | ------- | ------------ |
| 6 de agosto | 10:05   | Qualificação |
| 7 de agosto | 19:40   | Final        |

## Resultados

### Qualificação
Qualificação: 14.35 m (Q) ou as 12 melhores performances (q).
Grupo A
| Pos. | Atleta                 | Nacionalidade | Tentativas | Tentativas | Tentativas | Marca | Notas |
| Pos. | Atleta                 | Nacionalidade | 1          | 2          | 3          | Marca | Notas |
| ---- | ---------------------- | ------------- | ---------- | ---------- | ---------- | ----- | ----- |
| 1    | Yargelis Savigne       | Cuba          | 14.28      | x          | 14.47      | 14.47 | Q     |
| 2    | Magdelín Martínez      | Itália        | x          | 14.46      | –          | 14.46 | Q     |
| 3    | Anna Pyatykh           | Rússia        | 13.97      | 13.96      | 14.40      | 14.40 | Q     |
| 4    | Viktoriya Gurova       | Rússia        | 13.63      | 14.38      | –          | 14.38 | Q     |
| 5    | Yamilé Aldama          | Sudão         | 13.89      | 12.75      | 14.36      | 14.36 | Q     |
| 6    | Baya Rahouli           | Argélia       | x          | 14.17      | 14.02      | 14.47 | q     |
| 7    | Natallia Safronava     | Bielorrússia  | 13.72      | 14.03      | 14.09      | 14.09 |       |
| 8    | Anastasiya Juravlyeva  | Uzbequistão   | 13.61      | 13.97      | 13.89      | 13.97 |       |
| 9    | Dana Velďáková         | Eslováquia    | 13.74      | 13.82      | 13.84      | 13.84 |       |
| 10   | Natalia Kilpeläinen    | Finlândia     | 13.66      | x          | 13.59      | 12.66 |       |
| 11   | Tetjana Djatschenko    | Ucrânia       | x          | 12.95      | 13.32      | 13.32 |       |
| —    | Athanasia Perra        | Grécia        | x          | x          | x          | NM    |       |
| —    | Yelena Parfenova       | Cazaquistão   | x          | x          | x          | NM    |       |
| —    | Françoise Mbango Etone | Camarões      |            |            |            | DNS   |       |

Grupo B
| Pos. | Atleta             | Nacionalidade  | Tentativas | Tentativas | Tentativas | Marca | Notas |
| Pos. | Atleta             | Nacionalidade  | 1          | 2          | 3          | Marca | Notas |
| ---- | ------------------ | -------------- | ---------- | ---------- | ---------- | ----- | ----- |
| 1    | Chrysopigi Devetzi | Grécia         | 14.10      | x          | 14.72      | 14.72 | Q,    |
| 2    | Trecia-Kaye Smith  | Jamaica        | 14.69      | –          | –          | 14.69 | Q     |
| 3    | Huang Qiuyan       | China          | 14.22      | 14.12      | 13.73      | 14.22 | q     |
| 4    | Carlota Castrejana | Espanha        | x          | 13.58      | 14.20      | 14.20 | Q     |
| 5    | Tatyana Lebedeva   | Rússia         | 14.15      | –          | –          | 14.15 | Q     |
| 6    | Kéné Ndoye         | Senegal        | x          | x          | 14.11      | 14.11 | Q     |
| 7    | Simona La Mantia   | Itália         | 13.66      | 13.76      | 14.00      | 14.00 |       |
| 8    | Snežana Vukmirovic | Eslovênia      | 13.78      | x          | 13.88      | 13.88 |       |
| 9    | Mabel Gay          | Cuba           | 13.83      | x          | x          | 13.83 |       |
| 10   | Mariya Dimitrova   | Bulgária       | 13.32      | x          | 13.79      | 13.79 |       |
| 11   | Nadezhda Bazhenova | Rússia         | 13,66      | 13,71      | 13.78      | 13.78 |       |
| 12   | Šárka Kašparkova   | Chéquia        | 13.69      | x          | x          | 13.69 |       |
| 13   | Erica McLain       | Estados Unidos | x          | 13.18      | 13.29      | 13.29 |       |

### Final
A final ocorreu dia 7 de agosto às 19:40.
| Pos.              | Atleta             | Nacionalidade | Tentativas | Tentativas | Tentativas | Tentativas | Tentativas | Tentativas | Marca | Notas                |
| Pos.              | Atleta             | Nacionalidade | 1          | 2          | 3          | 4          | 5          | 6          | Marca | Notas                |
| ----------------- | ------------------ | ------------- | ---------- | ---------- | ---------- | ---------- | ---------- | ---------- | ----- | -------------------- |
| Medalha de ouro   | Trecia-Kaye Smith  | Jamaica       | x          | 14.67      | 14.51      | 14.91      | 15.11      | 15.01      | 15.11 | Melhor marca do ano  |
| Medalha de prata  | Yargelis Savigne   | Cuba          | 13.09      | 14.73      | 14.36      | 14.71      | 14.82      | 14.73      | 14.82 | Recorde pessoal      |
| Medalha de bronze | Anna Pyatykh       | Rússia        | 14.38      | 14.75      | 14.31      | 14.66      | 14.77      | 14.78      | 14.78 |                      |
| 4                 | Yamilé Aldama      | Sudão         | 14.72      | 14.56      | 14.56      | 14.47      | 14.69      | 14.64      | 14.72 | Recorde da temporada |
| 5                 | Chrysopigi Devetzi | Grécia        | x          | 14.64      | 14.44      | x          | x          | 14.26      | 14.64 |                      |
| 6                 | Kéné Ndoye         | Senegal       | 13.73      | 14.41      | x          | x          | 14.47      | x          | 14.47 | Recorde da temporada |
| 7                 | Baya Rahouli       | Argélia       | 14.40      | 14.27      | 14.40      | 14.23      | x          | 13.11      | 14.40 |                      |
| 8                 | Magdelín Martínez  | Itália        | x          | 14.13      | 14.31      | x          | 14.04      | x          | 14.31 |                      |
|                   |                    |               |            |            |            |            |            |            |       |                      |
| 9                 | Huang Qiuyan       | China         | 14,21      | 13.91      | 13.87      |            |            |            | 14.21 |                      |
| 10                | Viktoriya Gurova   | Rússia        | x          | 13.96      | x          |            |            |            | 13.96 |                      |
| 11                | Carlota Castrejana | Espanha       | 13.70      | x          | 13.86      |            |            |            | 13.86 |                      |
| —                 | Tatyana Lebedeva   | Rússia        |            |            |            |            |            |            | DNS   |                      |

Legenda
| Recorde mundial       | Recorde mundial (World record)               |                       | Recorde africano                      | Recorde africano (African) |                                           | Q | Classificado por posição (Qualified) |
| Recorde do campeonato | Recorde do campeonato (Championship record)  | Recorde da América    | Recorde da América (Americas)         | q                          | Classificado por melhor tempo (Qualified) |   |                                      |
| Melhor marca do ano   | Melhor marca do ano (World leading)          | Recorde asiático      | Recorde asiático (Asian)              | DNS                        | Não largou (Did not start)                |   |                                      |
| Recorde nacional      | Recorde nacional (National record)           | Recorde europeu       | Recorde europeu (European)            | DNF                        | Não terminou (Did not finish)             |   |                                      |
| Recorde pessoal       | Recorde pessoal do atleta (Personal best)    | Recorde da Oceania    | Recorde da Oceania (Oceania)          | DSQ / DQ                   | Desclassificado (Disqualified)            |   |                                      |
| Recorde da temporada  | Recorde da temporada do atleta (Season best) | Recorde sul-americano | Recorde sul-americano (South America) | NM                         | Sem marca (No mark)                       |   |                                      |